# 1re cérémonie des Oklahoma Film Critics Circle Awards
La 1re cérémonie des Oklahoma Film Critics Circle Awards, décernés par l'Oklahoma Film Critics Circle, a eu lieu le 27 décembre 2006, et a récompensé les films réalisés l'année précédente.

## Palmarès

### Top 10
(Par ordre alphabétique)
- Borat, leçons culturelles sur l'Amérique au profit glorieuse nation Kazakhstan (Borat: Cultural Learnings of America for  Make  Benefit Glorious Nation of Kazakhstan)
- Casino Royale
- Le Dernier Roi d'Écosse (The Last King of Scotland)
- Half Nelson
- Les Infiltrés (The Departed)
- Le Labyrinthe de Pan (El laberinto del fauno)
- Little Children
- Little Miss Sunshine
- The Queen
- Vol 93 (United 93)

### Catégories
- Meilleur film :
  - Vol 93  (United 93)
- Meilleur réalisateur :
  - Martin Scorsese pour Les Infiltrés (The Departed)
- Meilleur acteur :
  - Forest Whitaker pour le rôle d'Idi Amin Dada dans Le Dernier Roi d'Écosse (The Last King of Scotland)
- Meilleure actrice :
  - Helen Mirren pour le rôle d'Élisabeth II dans The Queen
- Meilleur acteur dans un second rôle :
  - Jackie Earle Haley pour le rôle de Ronald James McGorvey dans Little Children
- Meilleure actrice dans un second rôle :
  - Cate Blanchett pour le rôle de Sheba Hart dans Chronique d'un scandale (Notes on a Scandal)
- Meilleur premier film :
  - Jonathan Dayton et Valerie Faris – Little Miss Sunshine
- Meilleur film en langue étrangère :
  - Le Labyrinthe de Pan (El laberinto del fauno) •  Mexique /  Espagne /  États-Unis
- Meilleur film d'animation :
  - Cars
- Meilleur film documentaire :
  - Une vérité qui dérange (An Inconvenient Truth)
- Révélation de l'année :
  - Jennifer Hudson – Dreamgirls